# Maria Andrade
Maria Andrade (sinh ngày 19 tháng 3 năm 1993) là một vận động viên taekwondo người Cabo Verde.
Cô đã tham dự Thế vận hội Mùa hè 2016 ở Rio de Janeiro ở hạng cân 49 kg nữ, nơi cô thua Panipak Wongpattanakit trong vòng sơ loại. Cô là người cầm cờ cho Cabo Verde trong Cuộc diễu hành của các quốc gia  và lễ bế mạc.